# John Tewksbury
John Walter Beardsley Tewksbury (21. března 1876 Ashley, Pensylvánie – 24. dubna 1968 Tunkhannock, Pensylvánie) byl americký atlet, sprinter a překážkář, který na 2. letních olympijských hrách 1900 v Paříži získal pět medailí, z toho dvě zlaté.
John Tewksbury studoval obor zubní lékařství na Pensylvánské univerzitě a tuto univerzitu reprezentoval jako atlet na mistrovstvích Mezikolejní asociace amatérských atletů Ameriky (IC4A). V letech 1898–1899 získal tituly v bězích na 110 a 220 yardů. Po skončení studií se rozhodl sportu zanechat, aby se mohl plně věnovat stomatologické praxi a otevřel si soukromou ordinaci v Tunkhannocku v Pensylvánii. Tam také ve věku 92 let roku 1968 zemřel.

## Tewksbury na 2. olympijských hrách v Paříži 1900

### Běh na 100 m
14. července se na pařížské olympiádě konal běh na 100 m. K této disciplíně se přihlásilo 20 mužů z devíti zemí (byl mezi nimi i český atlet Václav Nový, který ale vypadl v rozběhu). Účastníci byli nejprve rozdělení do šesti rozběhů, z nichž první dva postupovali do semifinále. Tewksbury porazil v druhém rozběhu jen o prsa svého krajana Thauddeuse McClaina časem 11,4 s, vyřazen byl Maďar Pál Koppán. Tři semifinálové běhy měly po čtyřech účastnících, přímo do finále postupoval vítěz, čtveřici finalistů doplnil vítěz opravného běhu. Ve druhém semifinále John Tewksbury vyrovnal světový rekord časem 10,8 s (tento rekord vytvořil předtím v rozběhu Frank Jarvis) a porazil své krajany Leibleeho a Moloneye. Do finále se dostali tři Američané (Jarvis, Tewksbury a Duffey) a Australan Stanley Rowley. Duffey dlouho vedl, ale nakonec skončil bez medaile, vyrovnaný závod vyhrál Jarvis (11,0 s) před Tewksburym (asi 11,1 s).

### Běh na 400 m překážek
14. července se konaly i rozběhy překážkového běhu na 400 m. Přihlásilo se jen pět závodníků, a tak ze dvou běhů byl vyřazen jediný běžec, Čech Karel Nedvěd. John Tewksbury vyhrál první rozběh časem 1:01,0 min před Američanem Williamem Lewisem, třetí byl Nedvěd. Finále se konalo druhého dne. Běželi jen tři závodníci, Lewis se obával univerzitních sankcí za start v sobotu. Zvítězil John Tewksbury (57,6 s) před Francouzem Henrim Tauzinem a Kanaďanem Georgem Ortonem. Tewksbury běžel od startu vpředu systémem start - cíl.

### Běh na 60 m
15. července se konal nejkratší sprint na 60 m. Z plánovaných šesti rozběhů se konaly pouhé dva, protože se prezentovalo jen deset závodníků ze šesti zemí. První dva postupovali do finále. Z druhého rozběhu vedle vítěze Tewksburyho (7,2 s) postoupil Stanley Rowley z Austrálie. Bezprostředně po rozbězích následovalo finále. Zvítězil Alvin Kraenzlein z USA (7,0 s) těsně před Tewksburym a Rowleym, čtvrtý byl Edmund Minahan (USA).

### Běh na 200 m překážek
16. července se konal závod na 200 m překážek. Účastnilo se 11 závodníků z pěti zemí. Ze dvou rozběhů postupovali první dva do finále. V druhém z nich skončil John Tewksbury druhý za Indem Normanem Pritchardem a postoupil. Ve finále skončil třetí za vítězným Kraenzleinem a Pritchardem, jen před Francouzem Choiselem.

### Běh na 200 m
Až 22. července se konal závod v hladké dvoustovce. Osm atletů ze sedmi zemí absolvovalo olympijskou premiéru této tradiční disciplíny olympiád. Ze dvou rozběhů postupovali první dva běžci do finále. Druhý rozběh vyhrál jen o chodidlo Australan Rowley a s Tewksburym postupoval do finále. John Tewksbury si svůj poslední závod vychutnal a finále vyhrál časem 22,2 s o půl sekundy před Indem Pritchardem a Rowleym.